# Милош Савчић
Милош Савчић (Свилајнац, 26. јул/7. август 1865 — Београд, 9. март 1941) био је српски политичар, грађевински инжењер и предузетник. Савчић је био министар грађевина, градоначелник Београда, саветник, сарадник и руководилац бројних привредних објеката у Краљевини Србији и Краљевини Југославији. Он је био један од најбогатијих Европљана свог времена.

## Биографија
Рођен је у Свилајнцу, у Ресави, 26. јула/7. августа 1865. године, од мајке Јелене и оца Теодора. Отац му је био добростојећи трговац.

### Школовање
У родном месту је завршио основну школу и прва четири разреда гимназије, у Београду је 1885. завршио реалку, а у Минхену 1889. Високу техничку школу.

### Инжењер у Минхену
Након завршених студија, на позив професора Леве, који је у Високој школи предавао путеве и железнице, остао је још две године у Немачкој радећи на изградњи баварских државних железница. Као младом инжењеру Србину такав посао је представљао ретку почаст, али и изузетну прилику за стицање солидне праксе. Међутим, као страни држављанин, није могао да постане државни чиновник, већ је могао да ради само по уговору.
Најпре је радио на проширењу железничке станице у Минхену. У почетку се бавио снимањем терена, а на основу његових снимака други би инжењери израдили елаборат; затим на обележавању свих објеката и кривина, а када се кренуло са изградњом објеката: канализације, укрштања са трамвајима, електричних постројења и пруге дужине 30 km, радио је као надзорни инжењер на изградњи једног од мостова, на ком су први пут изведени лукови од армираног бетона. По завршетку посла, његов задатак је био да прегледа читав елаборат који су претходно израдиле његове колеге.
Након тога су га ангажовали за израду опсежног и детаљног елабората, због ког је пропутовао целу Баварску, а у послу је имао помоћнике којима је показивао снимање и трасирање терена. Овај посао му је донео пуно успеха и признања. Мада је био млад инжењер, обављао је послове старијег инжењера, са дупло већом платом, што је био разлог да га неке колеге старији инжењери гледају попреко и са завишћу.
Једно време је радио на одељењу за скретнице, на методи централизовања скретница, према „блок-систему”.

### Повратак у Србију
Године 1891. због мајчине смрти је одлучио да напусти посао на баварским железницама и оде у Србију. У то време је требало да пређе да ради код Ајфела, који је након изградње чувене Ајфелове куле стекао светски глас. Пошто је посао требало да започне у мају наредне године, како би искористио слободно време, отишао је на одслужење војног рока који је по закону требало да трајао пет месеци, или мање, у случају да се раније положи официрски испит. Међутим, пао је на практичном делу испита, на ком је добио за задатак да обележи троугао на терену што је решио на инжењерско-трасерски начин, уместо по војним правилима. Због тога је морао да продужи војни рок и откаже уговор са Ајфелом.
Након одслужења војног рока, 1893. се запослио у Београдској општини. Након годину дана је одлучио да, уз финансијску помоћ оца, стрица и брата, започне сопствени посао, отварањем Инжењерско-архитектонске канцеларије у Београду, заједно са пријатељем из минхенских дана, архитектом Гашпаром Бекером 1893. године. У то време, отварање сопственог пројектантског предузећа је представљало сасвим нову иницијативу, која је у кругу породице и пријатеља изазивала скепсу. У то време држава није имала довољно средстава за веће техничке радове, као што су путеви, железница, канализације, мостови, па се у почетку посветио изради пројеката за куће. Осим тога, приватни послови су се закључивали без компликованих процедура, без такси, уверења, ни катастарских планова. Већи уговори су се правили обичним писмом, док су мањи договарани само усмено.
За први посао га је ангажовао Лука Ћеловић, који му је тражио да направи план за приватну кућу у Карађорђевој улици у Београду. А за њим су га ангажовали богати трговци Јован Јовановић Шапчанин и Милан Павловић, те касациони судија Милутин Марковић, сви ради изградње приватних породичних палата. После Бекереве смрти 1896. је сарађивао с архитектима Данилом Владисављевићем, у Савчићевом бироу од 1894. до 1898. и Миланом Капетановићем.

### Изградња кланице у Београду
Један од највећих проблема у Србији у то време је представљало затварање угарске границе за извоз живих свиња, под изговором да су свиње заражене или да за то постоји сумња. Само током 1895. је граница затварана три пута, а слична ситуација се понављала и у наредним годинама, што је српску владу приморало да започне борбу за економско ослобађање од Аустроугарске.
Прво решење је било да се уместо свиња извозе месне прерађевине, које су осим у Аустроугарску могле да се извозе и у друге земље: Швајцарску, Немачку, Белгију и др, без ризика да се месо поквари. Из тог разлога влада Србије донела је 1895. Закон о државној помоћи кланичким предузећима, а новоосновано Српско акционарско друштво за клање и прераду стоке у Београду одлучило је да ангажује Савчића да проучи организацију кланица у Аустрији и Немачкој. Он је током 1896. поднео прорачун и наредне године добио право на изградњу кланице, која је постала један од најважнијих државних пројеката. Опозиција се на челу са председником Удружења инжењера Србије, Тодором Селесковићем, супротставила фаворизовању Савчића и његовог предузећа, тражећи да се у иностранство пошаље још стручњака. Међутим, кланица (касније БИМ Славија) је 1898. изграђена, а уз њу и зграде за берзу, пошту, телеграф, канцеларију, раднички станови, пушнице, хладњача, обори и друго, са распоредом објеката који је предвиђао и сва могућа потребна проширења, због чега је јавност дошла до закључка да је Савчић поверени посао веома успешно обавио. Осим тога, цео комплекс је имао значајну улогу у борби за привредну независност током Царинског рата из кога је Србија изашла као победница.
Након изградње кланице, скочили су му углед у јавности и поверење у његов рад. Због стечене репутације, савесног рада и иницијативе, Савчића су многе установе узимале за саветника, сарадника или директног извођача.
Стечени капитал од овог предузећа је годину дана касније уложио у акције Београдске прометне банке д. д, и изабран је за члана њеног најпре Надзорног, а затим и Управног одбора.

### Стругара у Београду
Радећи на кланици брзо је постао свестан о економској зависности Србије од иностранства, посебно увоз дрвног грађевинског материјала из Аустроугарске. Из тог разлога, сматрао је да је неопходно изградити стругару, која би снизила цену овог материјала на домаћем тржишту. Намера му је била да Београдска прометна банка обезбеди новац за изградњу стругаре, али је у почетку наишао на велики отпор Управног одбора банке. Управа је 1901. године коначно одобрила његов предлог, под условом да Савчић лично покрије сваки евентуални финансијски губитак банке на том пројекту. Две године касније, на обали Дунава је изграђена прва већа парна стругара у Краљевини Србији, која је до Првог светског рата константно проширивала своје капацитете.
Једно од највећих проблема стругаре је било питање набавке јефтине дрвне грађе, јер је она у почетку стизала из иностранства или је набављана скупа грађа на домаћем тржишту.
Банка је 1902. године добила од државе право на експлоатацију шума на Тари у близини реке Дервенте, Црном врху и Звијезди, а грађа је довођена сплавовима Дрином, Савом и Дунавом, до канала који је имала стругара у Београду. Канал у Београду је изграђен да би се грађа са сплавова лакше извлачила, јер је у почетку за извлачење коришћена воловска снага. И сечење се у почетку радило ручно, да би касније почеле да се користе моторне машине, а временом се увећавало и машинско постројење.
Пошто је шума на Тари лежала на беспућу, на веома стрмим падинама, испресецана кланцима и клисурама, није било могуће транспортовати грађу до Дрине, Савчић је уз помоћ немачких колега пројектовао специјалну жичару. Жичара је изграђена у две етапе. Прва етапа, дужине 6.010 m, с падом од 800 m, и пролазећи кроз два тунела у стенама, дужина 56 и 26 m је изграђена 1908. године. Пробијање тунела је рађено у зимско доба, а грађевински материјал за изградњу жичара је допреман из Београда, колима, саоницама и пешке. Између малог и великог тунела је постоји размак од 400 m изнад долине Дрине. Друга етапа дужине од 3.860 m била је успона од 380 m. Брзина товара који се кретао жичаром регулисана је хидрауличним регулатором за кочење, а товар се кретао услед сопствене тежине без погонске снаге. Одељак за експлоатацију шуме на Тари и начин на који је грађа допремана наводи се као пример рационалног савлађивања природних препрека.
Стругара у Београду је постала једно од најуспешнијих дрвнопрерађивачких предузећа у земљи и запошљавала је између 120 и 280 радника. Захваљујући њој Србија је од увозника дрвне грађе, постала њен извозник.

### Осигуравајуће друштво „Србија”
Године 1903. је постао потпредседник Београдске прометне банке, а банка је две године касније променила назив у Прометна банка а. д. Један од акционара банке је постао и краљ Петар I Карађорђевић.
На идеју краља Петра I, године 1905, преко Управног одбора Прометне банке отворена је „Србија, прво српско друштво за осигурање”, односно прво осигуравајуће друштво у Србији (изузев одељења за осигурања Београдске задруге, које је већ постојало). Акције са редним бројем од 1 до 300 купио је је такође краљ Петар I, чиме је помогао идеју о остварењу оваквог друштва. Савчић се од самог оснивања налазио у управи тог друштва и активно водио његове послове.
Друштво је у веома кратком року стекло велики одзив грађанства свих сталежа, тако да је на крају првог баланса друштво већ могло да отпише акцизне трошкове и оствари добитак. Од 1908. године уведено је и тзв. народно осигурање, на мале суме, тако да је било приступачно свима, па и најсиромашнијим грађанима. Још пре Балканских ратова, друштво је имало склопљен уговор и са Државном железницом. И поред свих потешкоћа, осигуравајуће друштво је успело да се одржи исплаћујући редовне и ратне штете. Након Балканских ратова, друштво је своју делатност проширило и на Јужну Србију, а након Првог светског рата и на целу Југославију, отварајући представништва по целој земљи, тамо где је постојао већи одзив, разгранавајући своју делатност на све врсте осигурања.

### Врачарска штедионица
Збор акционара Врачарске штедионице га је 1904. године изабрао за члана Управног одбора. Убрзо након тога, штедионица је од државе добила право на експлоатацију Рибарске бање, за коју је Савчић израдио ситуациони, нивелациони и регулациони план. Бања је потпуно модернизована. Сви радови у бањи су рађени према његовим упутствима. Исте године изграђена је вила „Србија”, у којој је чест гост лети био краљ Петар I. Наредне године је изграђена вила „Босна ”, са 39 соба на спратовима, док су у партеру биле смештене канцеларије бањске управе, лекарске ординације за преглед болесника, апотека, пошта, радње. Исте 1905. настале су и виле „Херцеговина”, „Далмација”, „Славонија”, „Стара Србија”, а 1907. и вила „Црна Гора”. Осим ових вила, постојала је зграда са 10 соба за смештај ниже класе, као и зграда од 20 соба за бесплатан смештај сиротиње. Бања је постала једно од најлепших лечилишта и летовалишта тог доба.
За Врачарску штедионицу је по његовој замисли изграђена палата у Београду.

### Остали предратни пројекти
Захваљујући Савчићевом спретном руковођењу, банка је 1909. године своје пословање проширила и на бродарство и речни превоз песка и шљунка, који су били веома тражени у грађевинској индустрији. Најпре су набављене две дрвене лађе, а касније и бродови, шлепери, реморкери, багер и елеватор, који су служили за транспорт и истовар песка, шљунка, као и дрвне грађе, која је стизала са Таре.
Исте године основана је Фабрика стакла у Костолцу.
Савчић је у том периоду постао и потпредседник Управног одбора Привилеговане извозне банке, која је 1911. са Прометном банком основала Друштво за техничка предузећа, при чему је Савчевић постао његов технички директор. Друштву је на јавној лицитацији поверена изградња пруге Ниш—Књажевац у дужини од 60 km, са 39 тунела и 20 мостова. Градња је прекинута за време Балканских ратова, а настављена је 1915. године форсираним темпом, због стратешког значаја, да би се Ниш повезао са Дунавом. Због важности пруге, радове су посећивали разни политичари, па чак, у то време регент Александар. Пробијено је 1200 m Грамадског тунела, а у радовима је учествовало око 5—6.000 ратних заробљеника. Те године је завршено 90% предвиђених радова.
Током изградње пруге пронађене су богате наслаге каменог угља у подножју планине Тресибабе. Од 1909. до 1915. вршена су само испитивања, а 1915. Савчић је од државе добио повластицу за експлоатацију 150 рудних поља на тој територији, која је због рата и неизграђене пруге морала да буде одложена. За време окупације, рудник Тресибаба су експлоатисали Бугари, а касније и Немци. До изградње пруге угаљ се транспортовао волујским колима.

### Први светски рат
Пред Први светски рат, приликом завођења Аустроугарског ултиматума, се налазио Минхену. Уочи саме објаве рата, из Немачке је прешао у Швајцарску, како не би био задржан или интерниран. Одатле се вратио у Србију и одмах се ставио на располагање војсци, која га је упутила на завршетак изградње пруге Ниш—Књажевац.
Заједно са српском војском је прошао Албанску голготу. Године 1916. се нашао у Женеви, где је заједно са Јованом Цвијићем и проф. Ђорђевићем, основао Српски комитет, који је имао за циљ да међу српским савезницима и пријатељима српског народа скупља прилоге као прву помоћ у тренутку ослобађања. Учествовао и у оснивању Друштва народа.
Аутор је више стручних радова. Заједно са Милићем Радовановићем и Ђорђем Јовановићем, током рата је написао следеће радове:
- „Богатство Србије”
- „Ратна штета и репарације”
- „Будући привредни програм Србије”
- „Србија у имовном погледу пре, за време и после светског рата 1914—1918”[40]

### Послератни период
Током рата инсталације и инвентар на Тари су опљачкани и однети. Парна стругара у Београду је уништена у пожару, а пловни парк и бродове је делом уништила непријатељска артиљерија са монитора, док је други део одвезен у горњи ток Дунава. Фабрику стакла у Костолцу је непријатељ порушио, тако да нису остали ни темељи. Нову зграду Привредне банке је знатно оштетила непријатељска артиљерија.
Након рата и смрти Михаила Поповића и Николе Спасића, Савчић је постао председник Управног одбора Прометне банке,  од које је, уз помоћ директора банке Михаила Драгичевића створио једну од најуспешнијих пословних банака на територији Југославије.
Уложио је максималне напоре у обнову, тако да су банка и сва привредна предузећа већ након годину дана могле да наставе са нормалним радом. Стругара у Београду је проширена, а поред ње је изграђена и троспратна кућа за радничке станове, затим и прикључни железнички колосек на пругу државне железнице за утовар вагона. Радило се у две или три смене. Стругара је запошљавала око 300 радника и 20 чиновника.
С обзиром да након рата, приликом исплате ратне штете, савезници нису ништа учинили по питању враћања пловних објеката који је непријатељ украо и однео из пловног парка у Београду, набављени су нови бродови, багери, елеватори и др. и направљена је нова радионица на савској обали.
Године 1921. у просторијама Прометне банке, основано је Удружење банака. Један од главних циљева овог удружења је био заједнички наступ српских банака током национализације Беочинске фабрике цемента и Друштва Сартида (основаног 1913. године) путем откупа одређеног броја акција, као и оснивање нових банака на ослобођеним територијама. Био је потпредседник и члан Управног одбора Беочинске фабрике цемента и Друштва Сартид, као и многих других привредних предузећа. Две банке, Извозна и Прометна су након Првог светског рата у Скопљу формирале заједничку банку под називом Извозна и прометна банка а.д, ради проширења заједничког делокруга рада на територији Старе Србије.

### Друштво за експлоатацију горива
Управа Прометне банке је 1920. основала Друштво за експлоатацију горива. Након завршетка пруге Ниш—Књажевац 1921. започела је и експлоатација рудних поља на тој територији, пронађених пре рата. Од Ђорђа Вајферта је Прометна банка 1930. преузела повластицу над рудницима Подвис (северно од Тимока и Тресибабе) и Благовести, у којима је радило преко 800 рудара и чиновника. Рудници Тресибаба и Подвис су поседовали сопствену електричну централу, са три локомобиле од 125, 205 и 325 коњских снага, са одговарајућа три генератора напона од 380 V. Над окнима рудника биле су постављене за то доба модерне машинске дизалице од по 100 КС. Проветравање у рудницима било је вештачко, са засебним ваздушним окнима, над којима су постављени вентилатори за црпљење „поквареног“ ваздуха. Ваздух збијен компресорима под притиском од шест атмосфера је употребљаван за рад пнеуматичких чекића - бушилица. Рудници су располагали и потребним радионицама: ковачком, браварском, столарском, електричарском. На целом рудничком погону било је монтирано више од 40 мотора разних јачина.
Посебна пажња била је усмерена на обезбеђивање што бољих услова за рад. За становање особља и радника била је подигнута велика колонија за бесплатно становање радника и њихових породица. Остали радници су регрутовани из околних села. Породице и радници су имали право на бесплатан огрев, струју, имали су на располагању магацин са животним намирницама, у којима су куповали испод пијачних цена. Постојала је амбуланта са апотеком коју је водио месни лекар. Уз станове радници су имали и извесно земљиште за баште. Деца на руднику Подвис су похађала државну основну школу, чију је изградњу са свим потребним инвентаром финансирало Друштво за експлоатацију горива.
При руднику Подвис је постојао фудбалерски спортски клуб, као и музички оркестар од 15 чланова.
На Тресибаби је 1938. изграђена велика зграда за рударски дом, у ком је била смештена кантина. У истој згради, своје просторије је имало и Соколско друштво: велику соколану са бином и справама за вежбање и приредбе, свлачионицу са тушевима са топлом и хладном водом, одељење за позоришну секцију, читаоницу и библиотеку. Чланови Соколског друштва су били готово сви намештеници рудника.  У дому је била постављена апаратура за тон филмове. Рудници су имали модерну станицу за спасавање, са 10 Дрегерових апарата и 40 врло добро извежбаних чланова.
Године 1921. основан је конзорцијум, који је од Петра Вујана откупио рударске терене за експлоатацију рудног басена Косово и започета су истраживања на десној обали Ситнице, код Црквене Водице. Наредне године је основано Рударско-индустријско акционарско друштво „Косово” у Косовској Митровици и започета је експлоатација, а 1923. у су започети радови за економичнију експлоатацију и лакши транспорт од рудника лигнита „Косово” до железничке станице у Обилићу.
Највеће заслуге за напредак у развоју рудника „Косово” је имао Савчић, који је обављао функцију председника акционарског друштва. У првим годинама, експлоатација је била мала, због врло слабо развијене индустрије у Јужној Србији. Након што је акционарско друштво прешло у руке Прометне банке рудник је почео да напредује, повећани су и производња и потрошња, посебно с развитком индустрије у Скопљу.
Након отварања рудника „Трепча” 1930, рудник „Косово” је добио сталног потрошача, јер су електране „Трепче” користиле лигнит из рудника „Косово”.
Изграђена је примитивна жичара, са једним ужетом, дужине 2.925 m и падом од 25 m, са утоварном станицом у руднику, и истоваром на железничкој станици. Жичара је могла да преноси вагоне од 500 килограма. Подигнута је електрична централа са локомобилима и конструисана специјална машина за вађење угља из рудника.
Услед пораста броја персонала, у периоду 1936—1938 је изграђена радничка колонија од 10 зграда, као и 9 нових зграда канцеларија и прометне зграде. Зграде су имале електрично осветљење и водовод. Отворена је и радионица за оправку машина и другог инвентара, а услед повећаног извоза угља, 1938. године је отворено још једно рударско окно под називом „Александар”. Захваљујући улагањима Привредне банке, у периоду 1930—1938 рудник „Косово” је учетворостручио производњу,
 која је омогућила електрификацију Јужне Србије.

### Стругара у Босанској Јагодини
Године 1927, отворена је стругара у Босанској Јагодини, код Вишеграда, након што је Прометна банка од приватних лица 1921. и 1922. године откупила шуму на Заовљанским Косама. Детаљан пројекат, са свим споредним инсталацијама за стругару је израдио Савчић лично, мада је у то време већ имао синове инжењере и на десетине стручњака, цртача и инжењера који су радили по предузећима које је он основао. За потребе превоза дрвета је исто као и на Тари израђена жична железница, дужине 8.200 m и падом од 360 m. За њену изградњу је делом искоришћен материјал са демонтиране жичаре на Тари. Стругана дрвна грађа се сплавовима преко Рзава, Дрине, Саве и Дунава, превозила у Београд.

Стругара је започела са радом 1928. године и била је једино место запослења за сиромашне сељаке у ширем простору тог краја.

### Политика
Године 1905. био је један од оснивача нове Самосталне радикалне странке.
У периоду 1905—1911. и 1923. године је био народни посланик, као члан Самосталне демократске странке, а у периоду 1908—1909. министар грађевина.
Функцију председника Београдске општине обављао је у периоду 1929—1930. године. У то време су основане Општинска штедионица и електрична централа. Краљ је, након завођења Шестојануарске диктатуре (1929), указом распустио општинску управу из 1926. и поставио га за градоначелника Београда.
Као градоначелник је знатно увећао ефикасност рада комуналних служби града. Устројио је књиге путника за хотеле. Под његовом управом је донет Статут којим је регулисано питање општинског чиновништва. Радио је и на већ започетом модерном калдрмисању Београда, за које је израдио програм и све потребне елаборате. Заведен је нови начин наплате електричног осветљења и воде, који су омогућили општинско самофинансирање. Основана је и Штедионица Општине града Београда с циљем да прима приходе и плаћа трошкове општине. Као извршилац тестамента Николе Спасића, започето је изградњу Градске болнице у Београду. Подигнута је и нова, модерна Основна школа „Краљ Александар I” у Дечанској улици. Његове највеће заслуге у функцији градоначелника су то што је ослободио град од неповољног краткорочног зајма, који је због затезних камата претио да угуши престоницу. Проблем је решен узимањем новог зајма од швајцарских банака, којим је претходни зајам у потпуности исплаћен, а изграђена је и нова електрична централа у Београду. Због овог подухвата је најоштрије нападан, па чак и тужен суду под сумњом да је финансијски оштетио Београдску општину, али је суд утврдио да је цео поступак око уговора о грађењу електричне централе урађен по закону.
Преплитање политичких и привредних функција у оно време није била неуобичајена појава, али је у случају Милана Савчића изазивала подозрење српске јавности.
Наредна општинска управа Београда, на челу са Миланом Нешићем, је такође указом постављена 23. маја 1930.

### Фабрика вагона
На јавној лицитацији је Привредна банка купила Фабрику вагона и гвоздених конструкција у Крушевцу (касније „14. октобар“), чији је претходно била поверилац, и која је непосредно пре тога пала под стечај. Фабрика је из основа реконструисана и модернизована у року од годину дана и за њу су обезбеђени послови у Државној железници, у производњи нових вагона и гвоздених железничких мостова. Ова инвестиција је била једина у којој уложени новац није повраћен и фабрика је до Другог светског рата пословала с губицима.
Израдио је план за железнички мост на Морави. Под његовим надзором су у кориту реке подигнути бетонски стубови и сачињена је метална конструкција, коју су Немци у Свилајнац допремили уочи рата, а затим су је однели Бугари.

### Остали пројекти
Као директор Државних железница помиње се 1920—1921. године.
Успешно се бавио пројектовањем индустријских и стамбено-пословних зграда, претежно обликованих у стилу академизма, са елементима сецесије. Истакао се и као конструктор угаоних палата, Класне лутрије (пројектова заједно са Миланом Капетановићем), на углу улица Васе Чарапића и Кнегиње Љубице (1898—1899), Дома Врачарске штедионице, према пројекту архитекте Данила Владисављевића, на углу улица Кнеза Милоша и Краља Милана (1906) и двеју властитих кућа.
Према његовом пројекту Прометна банка је основала и своје последње међуратно предузеће, Ваљаоницу лима у Земуну. Када је изграђена 1938. године, представљала је веома уносан привредни подухват и круну пословног успеха Прометне банке и српске привреде.
Изградио је водовод и канализацију у Београду.

### Признања
Носилац је Ордена Светог Саве I степена, Југословенске круне II степена, Белог орла IV степена и Крста Друштва Црвеног крста у Женеви.
Признање за целокупну делатност у области привреде и градитељства одато му је на прослави педесетогодишњице његовог рада, одржаној 21. октобра 1939. године у Дому Прометне банке. Поводом прославе је објављена и споменица под насловом „50 година рада инжењера Милоша Савчића 1889–1939”. Слављеник је добио сребрну плакету са својим портретом, рад вајара Драгомира Арамбашића, а копије плакете су изливене у бронзи и постављене на мермерне плоче на Дому и зградама банчиних предузећа.
Преминуо је 9. марта 1941, након дуже болести, непосредно пред почетак Другог светског рата. Сахрањен је наредног дана на Новом гробљу у Београду. Добар део онога што је изградио је уништено током рата, а након рата сва предузећа које је основала Прометна банка су пренета у државно власништво.
Своју вредну имовину, три хектара земље и удео у две воденице, уочи смрти је тестаментом завештао православној цркви Светог Николе у Свилајнцу, чији је, заједно са супругом, био један од највећих донатора.
Грађа о његовој делатности је делимично систематизована у Архиву Србије и у Историјском архиву Београда, а његов стручни опус је подробно истраживан деведесетих година 20. века, када је и покренута коренита реафирмација његове стваралачке личности. Године 2004. једна улица на општини Савски венац је по њему добила име.

## Породица
Имао је брата Јакова и сестру Љубицу.
Био је ожењен Катинком, рођеном Леве у Минхену 1874, коју је упознао за време студија. Имали су синове: архитекте Миленка (1901–1954) и Светозара (1903), инжењере Љубишу и Владету (1899) и ћерку Јелицу (–1936), удату за грађевинског инжењера Александра Ацовића.
Своју канцеларију је имао у стамбено-пословној вишеспратници на Топличином венцу 14. На тој згради је приликом надоградње први у Србији применио међуспратни монтажни армиранобетонски конструктивни систем Хербст (1921). Систем се састојао од бетонских носача у облику краћих или дужих пљоснатих греда (фостне), које се на грађевину доносе готове и полажу на размаку од 33 cm усправно. Преко њих се једнообразно и континуирано бетонирају сводићи на оплати од лимених таблица.
Свој биро је преименовао у Техничко предузеће „Лабор”, које су преузели његов син Владета и зет Александар Ацовић.
Његова породица је била међу највећим акционарима Аграрне, Врачарске и Извозне банке. Прометна банка је објединила сав породични иметак. Купили су винограде и од њих направили престижну стамбену четврт на Дедињу. Изградњу комплекса луксузних вила започео је Милош Савчић, а наставио његов зет Александар Ацовић.
Почетком двадесетих година 20. века је одлучио да сагради до тада највеће и најрепрезентативније станиште на престижној градској локацији, у којем је живео до краја живота. Зграда је грађена од 1924. до 1926. године, на углу улице Краља Милана и Андрићевог венца (тада Добрињске улице). Просторну организацију и димензије сопственог здања је одредио применом система с носачима Хербст, за међуспратне конструкције, а фасадни склоп, компонован из три неједнака сегмента, је осмислио је Евгеније Гулин, руски грађевински инжењер у емиграцији.
Приликом немачке окупације, супруга Катинка, мада пореклом Немица је одбила сарадњу са Немцима, тако да је заједно с децом и њиховим породицама избачена из породичне палате у центру града. Крај рата су дочекали у виноградским викендицама на Дедињу. Након ослобођења, избачени су и са Дедиња, као представници поражене буржоазије и одузета им је читава имовина.
Један од праунука Милоша Савчића је Владимир Лешић, познати музичар.
Кућа у Ужичкој 15, у којој је живела његова ћерка Јелица је касније постала резиденција Јосипа Броза Тита, а затим и Слободана Милошевића, а у близини је на њиховом некадашњем имању изграђена и Кућа цвећа.